# (1840) Hus
(1840) Hus es un asteroide que forma parte del cinturón de asteroides y fue descubierto el 26 de octubre de 1971 por Luboš Kohoutek desde el observatorio de Hamburgo-Bergedorf, Alemania.

## Designación y nombre
Hus recibió inicialmente la designación de 1971 UY.
Más tarde se nombró en honor del lingüista y religioso checo Jan Hus (1372-1415).

## Características orbitales
Hus está situado a una distancia media de 2,918 ua del Sol, pudiendo acercarse hasta 2,867 ua. Tiene una inclinación orbital de 2,409° y una excentricidad de 0,01723. Emplea 1820 días en completar una órbita alrededor del Sol.